# Toyota C-HR
Тојота C-HR (јап. トヨタ・C-HR) је градски кросовер који производи јапанска фабрика аутомобила Тојота. Производи се од 2016. године.

## Историјат

### Прва генерација (2016–2024)
Први пут је представљен на салону аутомобила у Женеви марта 2016. године, а северноамеричка производна верзија имала је премијеру на салону у Лос Анђелесу новембра 2016. године као модел за 2018. годину.
Производња је започета новембра 2016. у Тојотиној фабрици у Турској, а на тржишта широм света стиже током 2017. године. На северноамеричком тржишту мења модел матрикс и Сајонов модел xD, на јапанском ist, док на европско тржиште долази уместо урбан крузера.
Заснован је на Toyota New Global Architecture платформи, а скраћеница C-HR значи Coupé High Rider. Заправо облик каросерије код C-HR је купе са петора врата. По својој величини позициониран је испод већег теренца RAV4. Конкуренти су му Хонда HR-V, Нисан џук, Мазда CX-3. За разлику од ривала разликује се по храбром дизајнерском искораку.

Од погонских система у понуди су бензински мотор од 1.2 са 115 КС са шестобрзинским мануелним мењачем или опционим CVT мењачем, и за америчко тржиште бензински мотор од 2.0. У понуди се налази и бензински мотор од 1.8 коме је придодат електромотор, уз укупну комбиновану снагу од 122 КС и CO2 емисију од 90 g/km. Хибрид је опремљен CVT (континуално променљиви степен преноса) мењачем.
- I генерација, предњи поглед
- I генерација, задњи поглед
- унутрашњост

- I генерација, редизајн, предњи поглед
- I генерација, редизајн, задњи поглед

### Друга генерација (2022–)
Друга генерација је представљена концептом под називом „Тојота C-HR Пролог“ 6. децембра 2022. године.
Друга итерација C-HR-а откривена је 26. јуна 2023. Добија двобојну боју, са оштријим, углађенијим кућиштем у поређењу са претходним моделом. C-HR сада има нови дизајнерски језик Тојоте, са фаровима у облику слова Ц који се могу наћи на пријус КСВ60 и ајго икс концепт. На основу претходног модела, има сличне карактеристике као што су каросерија хечбек, платформа и слични модели. Сада искључиво на хибридном погону, по први пут уводи опцију плуг-ин хибрида, иако се ПХЕВ неће продавати у Аустралији.
Са истим међуосовинским растојањем као и претходни модел, основни модели добијају 8.0-инчни дисплеј конзоле са вишим моделима укључујући двоструки екран за информације и забаву од 12,3 in (31 cm). C-HR добија надоградњу технологије у поређењу са претходним моделом, укључујући дигитални кључ, напредне безбедносне системе, опцију даљинског паркирања и систем за вожњу без употребе руку у саобраћајним гужвама.
Нови C-HR се више неће производити у Јапану, већ ће се производити искључиво у Турској, у Тојотиној фабрици у Турској. Ова генерација се неће продавати у Северној Америци, али ће бити замењена корола крос, која је возило Ц-сегмента око 100 мм дуже.

C-HR ГР Спорт има точкове од 20 in (51 cm) са системом погона на све точкове који користи систем Е-фор 4ВД бренда. Има 2 електромотора са излазном снагом од 145 kW (194 КС).
- II генерација, предњи поглед
- II генерација, задњи поглед